# Biao min
Le biao min (en chinois 标敏方言, Biāomǐn fāngyán) est une langue mien parlée dans le sud de la Chine.

## Classification
le biao min est une langue hmong-mien qui fait partie du groupe des langues mien. À l'intérieur de celles-ci, selon Strecker (1987) et les linguistes chinois Wang, Mao, Meng et Zheng, le biao min forme le sous-groupe biao-jiao, ou biao-chao dans l'orthographe de Strecker.
Les chercheurs chinois distinguent deux parlers, le biao min proprement dit et le jiaogongmian.

## Répartition géographique
Le biao min est parlé en Chine par des Yao dans le nord-est du Guangxi, et dans le sud du Hunan.

### Sources
- (fr) Barbara Niederer, 1998, Les langues Hmong-Mjen (Miáo-Yáo). Phonologie historique, Lincom Studies in Asian Linguistics 07, Munich, Lincom Europa  (ISBN 3 89586 211 8)
- (en) David Strecker, 1987, The Hmong-Mien Languages, Linguistics of the Tibeto-Burman Area 10:2, pp. 1-11.